# محافظة ننه توان
محافظة ننه توان  (بالفيتنامية: Ninh Thuận) هي إحدى محافظات فيتنام. وتقع في منطقة الساحل وسط جنوبي لفيتنام (يُنظر إليها أحيانًا على أنها جزء من منطقة الجنوب الشرقي).

## التاريخ
كان مركز إمارة التشام في باندورانجا في مقاطعة نينه ثوين ، ولكنها تضمنت أيضًا الكثير مما يُعرف الآن بمقاطعة بنه توان. أصبحت باندورانجا المركز السياسي لتشامبا بعد سقوط فيجايا عام 1471. وظلت مستقلة حتى عام 1832، عندما ضمها الإمبراطور مينه مينغ. تم دمج ننه توان في مقاطعة بنه توان في عام 1976، مع مقاطعة بينه توي، أصبحت ننه توان مقاطعة منفصلة مرة أخرى في عام 1991.